# Programa Antártico dos Estados Unidos

Logo do programa

Programa Antártico dos Estados Unidos (em inglês:  United States Antarctic Program - USAP; anteriormente conhecido como 'Programa de Pesquisa Antártica dos Estados Unidos e Serviço Antártico dos Estados Unidos) é uma organização do governo dos Estados Unidos que mantem presença no continente da Antártida. Ela coordena a pesquisa e o apoio operacional para a investigação científica na região. O objetivo da instituição é o de "...expandir o conhecimento fundamental da região, para fomentar a investigação sobre problemas globais e regionais de importância científica atual e usar a região como uma plataforma ou base de apoio à investigação."
O Programa Antártico dos Estados Unidos é financiado pelo Escritório de Programas Polares da Fundação Nacional de Ciência, apoia apenas que a investigação que pode ser feito exclusivamente na Antárctida, ou que pode ser feito melhor da Antártica.
Atualmente, o USAP mantém durante todo o ano três estações de pesquisa no continente antártico (Estação McMurdo, Estação Amundsen-Scott e Estação Palmer), além de vários acampamentos sazonais. Além disso, o programa mantém também navios de pesquisa que vasculham as águas da Antártida. O orçamento do programa foi de 350 milhões de dólares em 2012.